# 巴尼 (甘比亞)
巴尼（英語：Bani）是西非國家甘比亞東部地區的城鎮，位於上河區的康托拉縣。根據2008年所做的人口調查數據顯示，居住於巴尼的總人口數量為1,177人。